# Coenodomus
Coenodomus is een geslacht van vlinders van de familie snuitmotten (Pyralidae), uit de onderfamilie Epipaschiinae.

## Soorten
- C. aglossalis Warren, 1896
- C. cornucalis Kenrick, 1907
- C. dudgeoni Hampson, 1896
- C. fumosalis Hampson, 1903
- C. hampsoni West, 1931
- C. hockingi Walsingham, 1888
- C. melanochlora Hampson, 1916
- C. rotundinidus Hampson, 1891
- C. rubrescens Hampson, 1903
- C. schausi West, 1931
- C. trichasema Hampson, 1916